# Danae (insecto)
Danae es un género de escarabajos de la familia Endomychidae. Hay por lo menos 90 especies, una se encuentra en Norteamérica, alrededor de diez en Asia y el resto en África.

Lista de especiesː
- Danae abdominalis Weise, 1903
- Danae algoensis (Gorham, 1905)
- Danae androgyna Strohecker, 1974
- Danae armata Arrow, 1920
- Danae atronotata Pic, 1922
- Danae augusticlava Strohecker, 1953
- Danae babaulti Pic, 1922
- Danae borneensis Strohecker, 1979
- Danae bulbifera Weise, 1903
- Danae calcarata Arrow, 1936
- Danae capnicera Strohecker, 1953
- Danae caprella Strohecker, 1949
- Danae castanea Sasaji, 1978
- Danae cavicollis Arrow, 1920
- Danae chappuisi Pic, 1946
- Danae chinensis Strohecker, 1951
- Danae ciliatipes Pic, 1946
- Danae clauda Arrow, 1925
- Danae compressa Strohecker, 1960
- Danae curvicrus Strohecker, 1953
- Danae curvipes Arrow, 1920
- Danae denticornis (Gorham, 1873)
- Danae dentipes Arrow, 1920
- Danae exhauriens Strohecker, 1955
- Danae femoralis Arrow, 1920
- Danae foveata Strohecker, 1953
- Danae gazella Strohecker, 1973
- Danae gestroi Strohecker, 1967
- Danae globifera Strohecker, 1953
- Danae goffarti Pic, 1945
- Danae gracillima Strohecker, 1968
- Danae heliobleta Strohecker, 1953
- Danae hirsutipes Strohecker, 1979
- Danae jucunda Arrow, 1936
- Danae longicornis Arrow, 1920
- Danae longipennis Strohecker, 1953
- Danae microdera Arrow, 1936
- Danae natalensis (Gerstaecker, 1858)
- Danae nigricornis Arrow, 1948
- Danae nigrosignata Strohecker, 1944
- Danae orientalis (Gorham, 1873)
- Danae ornata Arrow, 1925
- Danae ovata Arrow, 1948
- Danae parvidens Strohecker, 1953
- Danae pulchella Gestro, 1895
- Danae recta Strohecker, 1973
- Danae rufescens Pic, 1921
- Danae ruficornis Pic, 1945
- Danae rufula Reiche in Ferret & Galinier, 1847
- Danae senegalensis (Gerstaecker, 1858)
- Danae sericea Arrow, 1925
- Danae shibatai Nakane, 1958
- Danae sibutensis Pic, 1921
- Danae similis Weise, 1903
- Danae taiwana Chûjô, 1938
- Danae testacea (Ziegler, 1845)
- Danae tibialis Arrow, 1920
- Danae turneri Arrow, 1948
- Danae uelensis Strohecker, 1974
- Danae venustula Gestro, 1895